# Mandat d'arrestation
 (novembre 2024).
Ne doit pas être confondu avec Mandat d'arrêt, Mandat d'amener ou Mandat de dépôt.
Un mandat d'arrestation est un document ordonnant à un agent de la paix d'arrêter un individu pour le conduire devant un tribunal. 

## Droit canadien
En droit pénal canadien, il existe trois principaux types de mandat d'arrestation : 
- Le mandat visé, un mandat d'arrestation où un juge a apposé au verso une autorisation de mettre la personne en liberté à la suite de l'exécution du mandat. Le visa autorise la remise en liberté par l'agent avec des conditions.
- Le mandat non visé, qui est un mandat d'arrestation avec obligation de conduire l'accusé devant un juge de paix sous garde.
- Le mandat délivré par le tribunal (anglais : bench warrant), qui est délivré par le juge lorsque l'accusé s'esquive et ne se présente pas à son procès.